# Betsy Repelius

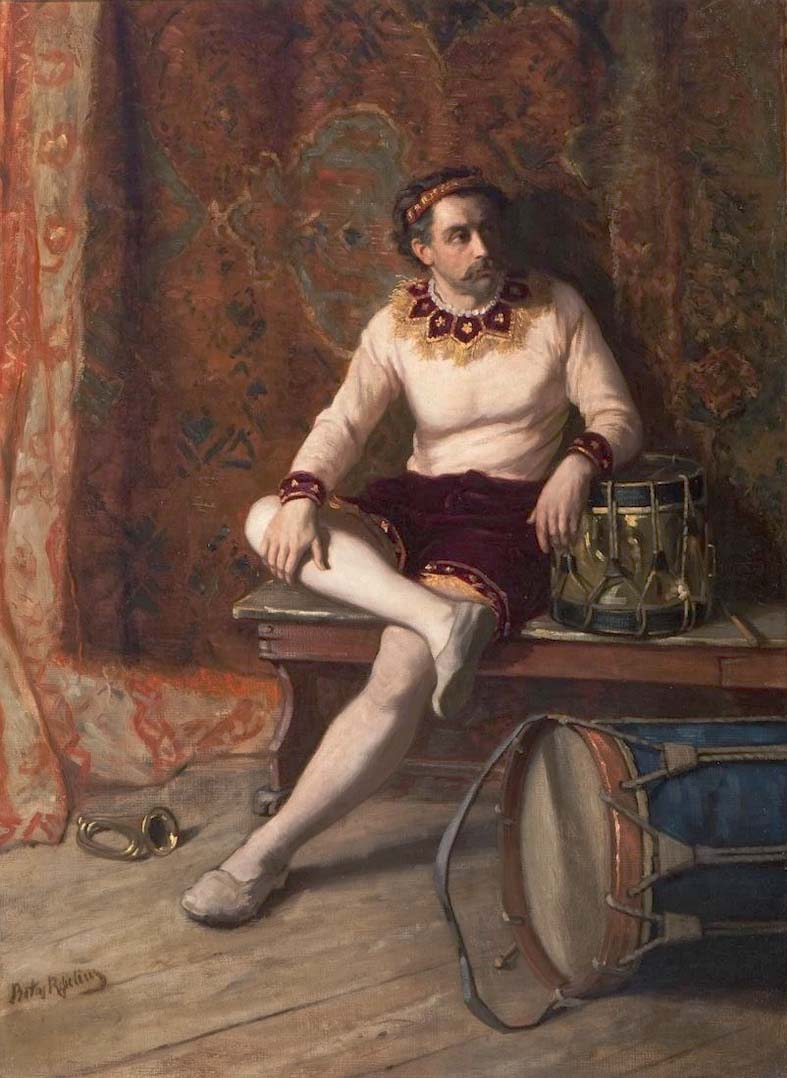
Zirkusartist

Betsy Repelius (eigentlich Johanna Elisabeth Repelius, * 31. Januar 1848 in Amsterdam; † 23. Januar 1921 ebenda) war eine niederländische Genremalerin.
Sie war das jüngste von acht Kindern einer wohlhabenden Kaufmannsfamilie. Gegen den Willen ihres Vaters entschloss sie sich, Künstlerin zu werden und nahm ihre ersten Lektionen beim Historienmaler Petrus Franciscus Greive. Später studierte sie beim Genremaler Karel Frans Philippeau. Von 1873 bis 1876 war sie an der Rijksakademie van beeldende kunsten eingeschrieben, wo ihr Hauptlehrer August Allebé war. Sie studierte auch Aquarellmalerei bei Nicolaas van der Waay, der ebenfalls ein enger Freund wurde. 1875 wurde sie Mitglied von „Arti et Amicitiae“ und nahm nach 1878 regelmäßig an ihren Ausstellungen teil.
Dank ihres ererbten Reichtums konnte sie 1889 ein Haus bauen, das vom Architekten Jos Cuypers entworfen wurde. Auf dem Dachboden wurde ein Studio eingerichtet, Später beauftragte sie Piet Mondriaan, allegorische Szenen und Putten an die Decke zu malen.
Sie blieb unverheiratet, hatte aber einen großen Kreis enger künstlerischer Freunde, darunter die Malerinnen Thérèse Schwartze und Lizzy Ansingh.
In ihrem Testament hinterließ sie allen ihren Freunden bedeutende Beträge. Die Blumenmalerin Marie Heineken, Nichte des Brauers Gerard Adriaan Heineken, erhielt den Inhalt ihres Ateliers.